# Нуклеарни рат
Нуклеарни рат, или нуклеарно ратовање, је сукоб у коме се користи нуклеарно оружје. До данас се ово догодило само једном, приликом америчког бомбардовања јапанских градова Хирошиме и Нагасакија крајем Другог светског рата. Данас се израз нуклеарни рат обично користи да означи сукобе у којима би обе стране имале нуклеарно оружје. Осим што нуклеарно оружје омогућава разарања великих пропорција, штетне последице његовог коришћења могу да трају годинама, деценијама, па чак и вековима након првобитног напада. Кумулативно дејство општег нуклеарног рата би могло да има толику разарајућу силу, да су честа страховања да би овакав сукоб могао да доведе до истребљења живота на Земљи.
Земље које данас Поседују нуклеарно оружје су САД, Русија, Кина, Француска, Велика Британија, Индија, Пакистан и Северна Кореја, док Израел одбија да потврди или демантује поседовање нуклеарних бојевих глава, иако се узима као јавна тајна да и ова земља спада у нуклеарне силе. Иран се често суочава са оптужбама да покушава да развије нуклеарни програм.
Страх од општег нуклеарног рата је био посебно наглашен током Хладног рата, када су САД и СССР као нуклеарне суперсиле током више деценија биле у изузетно затегнутим односима, и у неколико наврата (као што је Кубанска ракетна криза) дошле на саму ивицу нуклеарног рата.
Након краја Хладног рата и распада СССР више не изгледа вероватно да би могло доћи до нуклеарног сукоба између САД и Русије.
Реалнију опасност од нуклеарног рата у данашњем свету носе сукоби између Индије и Пакистана (две земље су у сукобу око Кашмира, а обе су нуклеарне силе) и Израела и околних муслиманских земаља. Такође су присутна страховања да би неке терористичке организације попут Ал-Каиде могле да дођу у посед нуклеарног оружја, употребе га за терористичке нападе, и тако отпочну нуклеарни рат. Од маја 2009, расте опасност да до истог дође и на Корејском полуострву, јер Северна Кореја одбија сваку сарадњу са међународном заједницом, а притом прети ратом и истовремено развија нуклеарно оружје.